# Бережной, Василий Павлович
Василий Павлович Бережной (укр. Бережний Василь Павлович; 26 июня 1918, Бахмач, Черниговская губерния — 19 марта 1988, Киев) — украинский советский писатель-фантаст и журналист.

## Биография
Василий Бережной родился 26 июня 1918 года в селе Бахмач Черниговской области. В 1937 году закончил Украинский техникум журналистики (Харьков), работал в редакциях газет «Прапор комуни» в Бахмаче и «Молодий комунар» в Чернигове. В 1938 году опубликовал свой первый фантастический рассказ «Планета житиме» («Планета будет жить»).
Во время Великой Отечественной войны служил в танковых войсках, принимал активное участие в боевых действиях, был тяжело ранен. После окончания войны и демобилизации работал в газетах «Молодь України», журналах «Дніпро», «Вітчизна» и «Україна». В 1948 году выпустил первую авторскую книгу — сборник документальных очерков «За кермом» («За рулём»). В 1952 году закончил также Киевский университет имени Т. Г. Шевченко. Впоследствии издал несколько книг очерков — «Сторінки життя» («Страницы жизни», 1952), «Кораблі сходять зі стапелів» («Корабли сходят со стапелей», 1959), повести «Зелене море» («Зеленое море», 1955), «Колюче терня» («Колючий терн», 1966). Переводил с русского языка романы Афанасия Коптелова, пьесы Николая Погодина, Анатолия Софронова.
Наибольшую известность принесли Василию Бережному научно-фантастические произведения. Его дебютная фантастическая книга «В зоряні світи» («В звёздные миры») вышла в 1956 году и была переиздана уже в 1958 году (что по тем временам было поразительным исключением). Всего Василий Бережной написал около полутора десятков научно-фантастических повестей, а также более полусотни рассказов, которые выходили в составе десятка авторских сборников на украинском языке и издавались в переводе на английский, венгерский, испанский, латышский, молдавский, польский, русский, словацкий, французский языки.
Василий Бережной был участником Первого Всемирного симпозиума писателей-фантастов, проходившего в Токио в 1970 году в рамках Международной выставки «ЭКСПО-70», а также Третьего Европейского конгресса фантастов в Польше в 1976 году.
Умер 19 марта 1988 года в Киеве. Похоронен на Байковом кладбище.